# Éric Pichet
Éric Pichet (1960) es un economista francés y profesor de posgrado en la KEDGE Business School especializado en finanzas de mercado, economía monetaria, economía fiscal, gobierno corporativo y gobierno fiscal.

## Biografía
Graduado por la Escuela de Estudios Superiores de Comercio (HEC Paris) y ESORSEM (academia militar francesa), Éric Pichet cuenta además con un IMPI (posgrado en Gestión Patrimonial e Inmobiliaria) por la KEDGE Business School. En 2006 se doctoró en Gestión por la Université du Littoral Côte d'Opale (ULCO) con la tesis «Convergence des pratiques de gouvernance dans les grandes sociétés cotées» (Convergencia en las prácticas de gobierno corporativo de las grandes empresas cotizadas). En esa misma universidad obtuvo en 2008 su habilitación para supervisar a doctorandos (HDR) con la disertación «Une analyse hypermoderne des gouvernances contemporaines» (Un análisis hipermoderno del gobierno social contemporáneo). Además, es doctor en Derecho por la Université Panthéon-Assas con la tesis «Essai d'une théorie générale des dépenses socio-fiscales» (Hacia una teoría general del gasto social y fiscal).
Pichet inició su carrera en la sociedad de valores y bolsa francesa Cholet Dupont. Posteriormente, pasó a trabajar en HSBC, donde empezó negociando opciones y derivados para después convertirse en analista financiero (miembro de la Sociedad Francesa de Analistas Financieros SFAF). También ha trabajado como experto financiero independiente y ha ejercido de consejero independiente desde 2004. Miembro del centro de investigación de IFA (Instituto Francés de Administradores), es vocal del consejo de administración de varias empresas de inversión francesas como Twenty First Capital, Gestión 21 y Signaux Girod (en la que además preside el comité de auditoría). Pichet colabora además con varios hedge funds cotizados internacionales y preside el consejo de administración de Diapasón (Lausana). Por último, pertenece a la APM (Asociación para el Progreso de la Gestión)[fr]), donde también presta sus servicios como experto, y es presidente de CORAL, un think tank francés que reúne a autores, editores y editoriales.
Profesor de Economía en la KEDGE Business School, desde 2000 también dirige el programa de posgrado en Gestión Patrimonial e Inmobiliaria (IMPI) que ofrece esa escuela de negocios. Pichet es investigador (fellow) en la Royal Institution of Chartered Surveyors, investigador asociado en el Laboratorio de Análisis e Investigación en Economía y Finanzas Internacionales (LAREFI) de la Université de Bordeaux IV y, desde 1990, profesor del centro de formación de la SFAF. En 2011, publicó una guía metodológica para obtener la habilitación HDR en Francia. El libro, titulado «L'art de l'HDR» (El arte de la HDR) ofrece consejos sobre la preparación de la disertación necesaria para obtener dicha habilitación, así como sobre la supervisión de candidatos a doctores.

## Teorías
Éric Pichet ha desarrollado numerosas teorías en diferentes áreas.

### Teorías sobre gobierno corporativo

#### Teoría del accionista informado
La teoría del accionista informado (Enlightened Shareholder Theory) es una teoría avanzada sobre gobierno corporativo que gira en torno al accionista. La investigación desarrollada por Pichet en este campo, incluida su tesis doctoral de 2006, titulada «Convergence des pratiques de gouvernance dans les grandes sociétés cotées à actionnariat dispersé» (Convergencia en las prácticas de gobierno corporativo de las grandes empresas cotizadas con un accionariado disperso), le ha permitido definir tres tipos de principios de gobierno corporativo que pueden aplicar las grandes empresas cotizadas. Estos principios:
- garantizan la transparencia de la información corporativa;
- garantizan el control de la empresa por parte de los accionistas, específicamente mediante la implantación de consejos de administración que integren consejeros independientes con diferentes competencias y la optimización de los procedimientos que sigue el consejo de administración, y
- permiten que todo el consejo de administración, y no solo el consejero delegado, participe en la estrategia corporativa.

#### Teorías sobre el gobierno de las instituciones financieras
Tras analizar los fallos de gobierno corporativo identificados en el «caso Kerviel», Pichet establece que las grandes instituciones financieras deben mejorar sustancialmente sus prácticas de gobierno corporativo basándose en los siguientes principios:
- Los sistemas de control interno de los grandes bancos deben rendir cuentas ante el consejo de administración y no solo ante el consejero delegado.
- Los consejos de administración deben tener la capacidad de contratar a especialistas en mercados financieros para ser más competentes en este campo.
- Se hace necesaria la instauración sistemática de comités especializados dentro del consejo de administración, principalmente en las áreas de estrategia y control de riesgos.

De forma más general, tras analizar a las instituciones financieras que sufrieron cuantiosas pérdidas entre 2007 y 2010, Pichet identifica seis síntomas que siempre se dan en estas situaciones y que forman un cóctel explosivo:
1. Un dirigente autoritario y con ansias de poder (Richard Fuld en Lehman, Sean FitzPatrick en Anglo Irish Bank), impulsado por una necesidad insaciable de reconocimiento social y obsesionado con el deseo de desbancar al líder existente (Goldman Sachs, en este caso).
2. Fallos en los sistemas internos de gobierno corporativo en los que suele estar involucrado el consejo de administración, que a veces se muestra incompetente en su función de control estratégico o demasiado servil con respecto al consejero delegado.
3. Una capacidad casi ilimitada para obtener financiación barata a corto plazo.
4. Inversión masiva de préstamos a corto plazo en activos especulativos (high yield) sobrevalorados en términos de seguridad y de liquidez. Entre 2002 y 2006, este aspecto se vio claramente plasmado en la inversión directa o indirecta en propiedades inmobiliarias, en la concesión de préstamos hipotecarios avalados por activos inmobiliarios (por ejemplo, en el caso de Northern Rock) o en la inversión en activos referenciados a propiedades o a préstamos inmobiliarios, como las obligaciones garantizadas por deuda (CDO), las hipotecas subprime, etc.
5. Un apalancamiento excesivo, que con frecuencia supera en veinte o treinta veces el capital invertido en estas operaciones.
6. Fallos en los mecanismos de regulación externos, ya sea como consecuencia de la connivencia entre los organismos reguladores, los gobiernos y las instituciones financieras (Islandia, Irlanda), por la incompetencia de los reguladores (Islandia) o por falta de una supervisión adecuada (como en el caso de la regulación «suave» del Banco de Inglaterra). Aquí se incluyen también otras disfunciones, como el hecho de que la Reserva Federal estadounidense (Fed) nunca intente desinflar las burbujas de activos, una mala distribución de tareas entre los diferentes organismos reguladores (por ejemplo, entre la Autoridad de Servicios Financieros - FSA, el Banco de Inglaterra y el Tesoro británico, en el caso del Reino Unido, o la falta de supervisión de los bancos de inversión estadounidenses por parte de la Fed) o, directamente, la complicidad entre las instituciones financieras y los reguladores encargados de su supervisión (como en el caso de Irlanda).

Cuando se dan estas seis condiciones, las instituciones financieras pueden sufrir pérdidas tan cuantiosas que las lleven a la quiebra (Lehman Brothers), lo que representa un claro ejemplo de riesgo sistémico. Como Pichet enseña en sus clases, «lo que pincha la burbuja (por ejemplo, la de las hipotecas subprime) solo desencadena la crisis pero no es la causa de la crisis».
La mejor forma de evitar crisis financieras en el futuro es:
- garantizar la transparencia de la información que proporcionan los grandes bancos;
- reforzar la autoridad de los consejos de administración y su capacidad para controlar la estrategia corporativa, y
- mejorar la calidad regulatoria.

Pichet también critica tres tendencias regulatorias surgidas tras la crisis:
- un exceso de regulaciones puramente formales (como la Ley Dodd Frank),
- la creencia de que separar la banca comercial de la banca de inversión representa una solución viable, y
- la prohibición de las ventas en corto, que no afecta a las variaciones de precios.

### Teoría fiscal

#### Teoría de utilidad de impuesto de riqueza
Aunque Pichet no cuestiona la utilidad teórica de un impuesto sobre la riqueza en los sistemas fiscales modernos, su análisis de las consecuencias económicas del Impuesto de Solidaridad sobre la Fortuna (ISF) demuestra que este impuesto francés consigue recaudar la mitad de lo que cuesta en términos de pérdida de ingresos. Por este motivo, Pichet se ha posicionado claramente en contra de la «utopía francesa» de aplicar un impuesto mundial a los superricos.

#### Teoría de la imposición óptima
Tras escribir dos biografías de Adam Smith, (uno de los autores que más han influido en su pensamiento), Pichet argumenta que la imposición debe basarse en cuatro principios formulados por Smith en La riqueza de las naciones, pero adaptados al siglo XXI:
- Principio de proporcionalidad: los impuestos deben ser proporcionales a los recursos del contribuyente y deben incluir el principio contaminador-pagador (quien contamina, paga).
- Principio de seguridad jurídica: contempla la prohibición de todo tipo de arbitrariedad e inseguridad durante todo el tiempo que al contribuyente le lleve gestionar los incentivos asociados con la medida inicial.
- Principio de economía: los impuestos deben ser lo más bajos posible para evitar que se frene el crecimiento económico. Por este motivo, en 2011 Pichet defiende la necesidad de hacer todo lo posible por reducir el déficit pero rechaza la propuesta presentada por el gobierno de Francia en septiembre de ese año de aumentar los impuestos en 11.000 millones de euros y reducir el gasto en 1000 millones. En cambio, plantea que se mantenga la paridad entre las subidas de impuestos y el recorte de gastos, con el fin de sostener la dinámica de crecimiento del país.
- Principio de comodidad: hay que facilitarle a los contribuyentes el pago de los impuestos, en línea con el principio de inteligibilidad del sistema impositivo establecido a principios de este siglo por el Consejo Constitucional francés.[7]

#### Teoría general del gasto social y fiscal
En un estudio inicial publicado el 5 de abril de 2012 en Revue de Droit Fiscal, Éric Pichet constata la amplia variedad de sistemas fiscales presentes en el mundo desarrollado, que son el resultado de diferentes trayectorias históricas y que, por lo tanto, excluyen la existencia de normas absolutas en materia fiscal. Pichet distingue entre simples modalidades de determinación de impuestos y auténticos agujeros fiscales, ya que, en su opinión, las deducciones fiscales de las que se benefician las familias, los discapacitados o las personas dependientes no constituyen agujeros fiscales, sino formas de determinar el pago de impuestos en el sistema impositivo francés, y sugiere que se eliminen los gastos fiscales ilegítimos (aquellos que no funcionan como incentivo o que son injustos o demasiado costosos). Además, establece una metodología que permite evaluar los agujeros fiscales según su grado de utilidad y eliminar los gastos fiscales innecesarios.
El 8 de septiembre de 2016, Pichet publica su Teoría general del gasto social y fiscal en Revue de Droit Fiscal. Esta teoría se basa en la idea de que todos los sistemas de recaudación obligatoria pueden dividirse en seis categorías denominadas «segmentos específicos de referencia» y que cada segmento cuenta con una serie de normas homogéneas que permiten una identificación metódica de los gastos sociales y fiscales relevantes. Pichet completa su análisis con una rigurosa doctrina por la que cada exención o deducción se somete a seis filtros sucesivos para determinar su legitimidad, utilidad, relevancia, eficiencia, eficacia y aceptación social. El análisis es de naturaleza prescriptiva y se concreta en una doctrina general para la monitorización de cada segmento específico de referencia.
Al incluir los agujeros fiscales y sociales, la teoría de Pichet aporta una definición más precisa del gasto social y fiscal como «toda medida legislativa, regulatoria o administrativa cuya aplicación implica que una administración pública pierda ingresos que puedan reemplazarse con un gasto presupuestario y que de forma directa o indirecta reduzca los impuestos aplicables a ciertas categorías de contribuyentes en comparación con lo que habrían pagado de aplicarse al segmento de referencia en cuestión las normas que emanan de los principios jurídicos generales».

#### Teoría del impuesto sobre la renta y sobre el patrimonio óptimo; la noción de exilio fiscal
En un trabajo de investigación publicado en Revue de Droit Fiscal el 15 de noviembre de 2012, Pichet argumenta, en línea con las teorías de Arthur Laffer, que existe un umbral óptimo a partir del cual la recaudación impositiva decrece hasta volverse negativa de forma marginal y global por la pérdida de atractivo que sufre el país que aplica el impuesto en un contexto de competencia fiscal internacional. El investigador demuestra que, para reducir el déficit fiscal, recortar el gasto resulta más efectivo que subir los impuestos en un país como Francia, cuyo déficit probablemente superaría en 2013 la previsión del 3% fijada en los presupuestos (finalmente superó el 4%). Para ilustrar esta teoría, Pichet ha acuñado la expresión «Fiscalité au Bollinger» (Fiscalidad de champán).
En 2014, retoma esta teoría en un estudio publicado en Revue de Droit Fiscal: «Parece que la subida de impuestos ha provocado un comportamiento precavido, una desaceleración del consumo y la sustitución de productos por otros de primera necesidad con un IVA más bajo. Dado el vacilante ritmo de la actividad empresarial, el menguante número de horas extra y el entorno generalizado de deterioro y ansiedad, los supuestos que identificamos en el estudio publicado en Revue de Droit Fiscal en noviembre de 2012 se han visto corroborados por los ingresos fiscales de 2013. En estas circunstancias, los impuestos a los hogares, el aumento del 0,15% en las cotizaciones sociales de los trabajadores en vigor desde el 1 de enero de 2014, o la subida del IVA al 20%, solo conseguirán lastrar el consumo y reducir aún más los ingresos públicos».
Pese al relativo control del gasto aplicado en 2013, la persistencia de un déficit público muy elevado (4,3%) se explica principalmente por una caída de los ingresos fiscales inesperada y sin precedentes, lo que confirma la existencia de un umbral de tolerancia a los impuestos específico para cada país y que podría haberse alcanzado en Francia. Por encima de ese umbral, cualquier subida de impuestos tiene un efecto contraproducente porque los impuestos frenan la actividad, al debilitar aún más el potencial de crecimiento económico.

### Teoría de los bancos centrales
Tras la experiencia de la crisis financiera de 2007-2008, Pichet publica en mayo de 2013 un artículo en el Journal of Governance and Regulation en el que plantea una nueva teoría de los bancos centrales para los países del mundo desarrollado. Parte de la idea de que los bancos centrales de los grandes países industrializados no supieron anticipar la crisis pero fueron capaces de adoptar medidas de urgencia para salvar el sistema bancario y el financiero: tanto medidas convencionales, que incluyeron drásticas rebajas de los tipos de interés y una masiva inyección de liquidez al sistema bancario, respaldada con garantías solventes como, por ejemplo, activos financieros con una calificación crediticia mínima de BBB-, como medidas más heterodoxas, incluida la compra de grandes cantidades de deuda pública. El artículo critica duramente la decisión del Banco Central Europeo (BCE), adoptada en mayo de 2010, de comprar grandes cantidades de deuda pública griega (un total de 40.000 millones de euros hasta 2013) justo cuando el país estaba viendo rebajada su calificación crediticia. Esta política, contraria a la doctrina prudencial que establece que los bancos centrales solo deben comprar activos con una calificación de grado de inversión, no consiguió reducir los tipos de interés exigidos a los bonos del Tesoro heleno y expuso al BCE a cuantiosas pérdidas en el supuesto de impago por parte de Grecia. La decisión también contrasta con las acciones de los bancos centrales británico y estadounidense, que compraron títulos con calificación AA+ emitidos por sus gobiernos nacionales.
Por este motivo, Pichet sugiere una nueva doctrina, adaptada a los bancos centrales del siglo XXI, que redefina el concepto de inflación para que no solo haga referencia a los precios al consumo sino también a la inflación de activos, incluidas las burbujas bursátiles, inmobiliarias e, incluso, de los mercados de bonos. También propone la creación de una nueva herramienta para distinguir la inflación de activos benigna de la peligrosa y que los bancos centrales añadan a sus responsabilidades el control del aumento del precio de los activos apalancados, sobre la base de la disponibilidad del crédito a corto plazo. Por último, Pichet defiende que se reformen los sistemas de gobierno de los bancos centrales siguiendo tres líneas de actuación: independencia (que resulta esencial, pese a las acciones emprendidas por los gobiernos de Japón y de Hungría en 2013); rendición de cuentas, para fomentar una mayor transparencia estratégica, y renovación de los consejos de gobierno, no solo para mejorar la igualdad de género (que sigue siendo un reto, a tenor de la polémica sobre la abrumadora presencia masculina en el consejo de gobierno del BCE) sino, sobre todo, para que incorpore a miembros con perfiles más diversos. En su opinión, resulta obvio que el nombramiento de gobernadores sin ninguna experiencia en negociación de activos fue un factor determinante en la decisión del BCE de comprar grandes cantidades de deuda griega, un error estratégico que expuso a los contribuyentes de la eurozona a elevados niveles de riesgo.

## Participación en debates sobre fiscalidad

### Amnistía fiscal
En 2004, Éric Pichet y el abogado Maurice Christian Bergerès firman un estudio sobre las ventajas económicas de una amnistía de impuesto.

### Reforma del impuesto sobre la riqueza (ISF) de julio de 2011
En dos estudios publicados en Revue de Droit Fiscal en relación con la reforma del impuesto francés sobre la riqueza (ISF) de 2011, Pichet evaluó el coste global anual de la medida cuando aún se trataba de una propuesta legislativa y, de nuevo, después de promulgarse la ley. Estos estudios demuestran que la reforma no supuso «un regalazo para los ricos», como la denominaron algunos políticos. Su conclusión fue que la reforma entrañaba un déficit de financiación, ya que el coste presupuestario directo se estimaba en unos 350 millones de euros anuales, y el coste indirecto en unos 200 millones, lo que ascendía a 550 millones de euros (una cifra muy inferior a los 2000 millones citados frecuentemente por los medios de comunicación).

### Supervisión de los agujeros fiscales y sociales de Francia
Aplicando el método enunciado en su Teoría general del gasto social y fiscal de 2016, Pichet evalúa los principales gastos sociales y fiscales de Francia y sugiere la eliminación de los siguientes:
- Las tasas diferenciadas de CSG (impuesto con el que se financia parcialmente la Seguridad Social francesa) para las pensiones de jubilación y las rentas de sustitución (ahorro anual de 7700 millones de euros).
- La deducción del 10% sobre el total de la pensión de jubilación o de otro tipo (incluida la pensión alimenticia), que supondría un ahorro para el Estado de 4000 millones de euros anuales.
- Las exenciones fiscales sobre las rentas generadas en los territorios de ultramar de Francia (al menos 3000 millones de euros).
- Los planes de ahorro salariales (aproximadamente 5000 millones de euros).
- Las reducciones fiscales sobre el consumo nacional de diesel (1820 millones de euros).

Por otro lado, y principalmente con el objetivo de fomentar el empleo en Francia, Pichet sugiere mantener los siguientes agujeros fiscales y sociales:
- La reducción en las cotizaciones sociales de las empresas (21.000 millones de euros).
- Los créditos fiscales para la competitividad y el empleo (CICE) (unos 19.000 millones de euros en 2015).
- Los créditos fiscales para I+D (5500 millones de euros).
- El IVA del 10% para el mantenimiento y la rehabilitación de viviendas (5600 millones de euros).
- Los créditos fiscales para la transición energética (1400 millones de euros).

Pichet también propone la ampliación de ciertas exenciones:
- Los créditos fiscales y las reducciones de impuestos para las personas que trabajan en casa (3000 millones de euros).
- Los créditos fiscales para gastos en equipamiento doméstico (1400 millones de euros).

Por último, en nombre de la equidad fiscal, Pichet sugiere transformar las reducciones fiscales sobre las donaciones (que ascienden a 1260 millones de euros) en créditos fiscales a los que puedan acogerse la mayoría de los hogares que actualmente no pagan impuestos.

### Debates sobre el impacto del Pacto de responsabilidad y solidaridad (2014-2017)
En el verano de 2014, Pichet participa en el debate sobre el Pacto de responsabilidad aplicable al sector público francés para el periodo 2014-2017. Pichet critica la actitud del presidente Hollande con respecto a las empresas: «El Gobierno está cometiendo otro error, puramente ideológico esta vez, al pensar en el Pacto de responsabilidad en términos de contratos que darán pie a concesiones recíprocas por parte de las empresas. Lo cierto es que el Gobierno no puede negociar con las empresas porque las decisiones de los líderes empresariales siempre son individuales. No estamos hablando de funcionarios que siguen órdenes, sino de agentes libres e informados que toman sus decisiones, sobre todo en términos de inversión y creación de empleo, tras evaluar los riesgos individuales con base en la estabilidad del entorno y a unas perspectivas favorables para la rentabilidad de sus inversiones. Sin embargo, un gobierno efectivo puede, y debe, crear las condiciones adecuadas para que las decisiones de inversión generen crecimiento». También cuestiona el objetivo y los resultados del Pacto: «El Pacto de responsabilidad anunciado por el presidente Hollande el 31 de diciembre de 2013 supone una importante reorientación de su mandato, ya que el jefe del Ejecutivo, sometido a una intensa presión económica, reconoce la necesidad imperiosa de ayudar a las empresas para combatir eficazmente el elevado desempleo. Sin embargo, el Pacto de responsabilidad plantea unos objetivos muy modestos para 2015-2017 al prever no una reducción, sino una desaceleración del gasto público (de aproximadamente 50.000 millones de euros de un total de 120.000, lo que supone un incremento neto de 70.000 millones en ese periodo). Aun así, incluso si esta medida tiene algún efecto, no conseguirá devolver las cuentas públicas al punto de equilibrio a la finalización de los cinco años de su mandato».
Por último, compara la situación presupuestaria de Francia con la de otros países europeos: «En 2014, Francia es el único país de la Unión Europea y de la eurozona que sigue viviendo por encima de sus posibilidades. Desde el inicio de la crisis, los países “periféricos” como Grecia, Chipre, Irlanda, Portugal o España han aplicado duras medidas orientadas a adaptar sus respectivos sectores públicos y, en Italia, el gobierno de Renzi prevé ambiciosas reformas. Las reformas estructurales y cumplir con los tratados europeos son los dos requisitos indispensables para reducir el déficit a largo plazo y potenciar la tasa de crecimiento, que actualmente ronda el 1%, muy por debajo de las previsiones del gobierno (cercanas al 4%). Al contrario de lo que creen los defensores de las denominadas políticas de demanda, el débil crecimiento (potencial y real) del país, que está en el origen de los déficits, no se debe a las políticas de austeridad, necesarias para reducir los abultados déficits, sino a las medidas que encorsetan nuestra economía. La economía francesa está enferma principalmente por culpa de sus finanzas públicas».

### Debates sobre las consecuencias de «les Trente Dispendieuses»
La expresión «les Trente Dispendieuses» hace referencia a los treinta años transcurridos entre 1981 y 2011 y caracterizados por un excesivo gasto público.
Tras analizar las consecuencias de los debates parlamentarios celebrados en otoño de 2014 sobre el proyecto de ley de planificación de las finanzas públicas para el periodo 2014-2019 y el presupuesto para 2015, Pichet estimó que «les Trente Dispendieuses» pasarían a ser «les Trente-six Dispensieuses», es decir, treinta y seis años (1981-2017) de déficits públicos ininterrumpidos.

### Debates sobre el déficit estructural francés
Según un artículo publicado en Revue de Droit Fiscal el 27 de noviembre de 2014, el déficit estructural de Francia se situaba ese año más cerca del 4% que del 2,4% oficial porque el potencial de crecimiento del país se había reducido a razón de un 1% anual desde la crisis de 2008, lo que hacía imposible recuperar la tendencia de crecimiento previa a la crisis. Pese a que el artículo no cuestionaba ni la independencia ni la capacidad del Alto Consejo de Finanzas Públicas, sí criticaba la excesiva prudencia mostrada por este organismo, así como su negativa a analizar las cuentas públicas con un mínimo de seriedad. En su artículo de réplica, publicado también en Revue de Droit Fiscal, el presidente del Alto Consejo de Finanzas Públicas Señor Migaud declaró que «aunque el Alto Consejo no ofrece estimaciones cuantitativas de la brecha de producción y el déficit estructural (estimaciones que, por su propia naturaleza, serían tremendamente inciertas), sí que ha dejado claro que la brecha de producción será muy inferior a la que ha calculado el gobierno, lo que implica que el déficit estructural será mucho más alto».

## Investigación sobre activos públicos
En un estudio publicado en junio de 2005 en la revista Politiques et Management Public[20], Pichet propone la creación de un nuevo campo de investigación científica a caballo entre la economía y el análisis financiero: la investigación sobre activos públicos, basada en una metodología que abarcaría todos los activos de un Estado (incluidos los intangibles, como los derechos sobre las bandas de frecuencia telefónicas), así como todas las deudas, tanto las explícitas (la Deuda pública, cuando por el Maastricht definición) al implícito, gusta responsabilidades de pensión para funcionarios. Teniendo evaluado el valor de ventaja neta del Estado francés en €1.1 billones cuando de 1 de enero de 2004, con deuda total (implícito y explícito combinado) logrando €2.5 billones, el Estado francés contó responsabilidades netas de €1.4 billones, mucho más altos que en 1980.

## Epistemología de las ciencias sociales
Influido por el pensamiento de Kurt Lewin, para quien «No hay nada más práctico que una buena teoría», Pichet se esfuerza por desarrollar teorías en el campo de las ciencias sociales que tengan aplicaciones prácticas. Además, en la línea de Paul Feyerabend, defiende la necesidad de una epistemología constructivista específica para las ciencias sociales.
«Si creemos que el cerebro humano es el objeto más complejo del universo (a excepción del propio universo), entonces las sociedades humanas y, en concreto, las sociedades de la era hipermoderna en la que nos encontramos, que son el resultado de la interacción de miles de mentes humanas o, incluso, teniendo en cuenta la globalización e Internet, de la interacción de miles de millones de mentes humanas, [estas sociedades] son, de lejos, los objetos de estudio más complejos que existen».

## Publicaciones
- 2001: Éric Pichet. Adam Smith, je connais !, Editorial: Mallard.
- 2003: Éric Pichet. Adam Smith, le père de l'économie, Editorial: Les éditions du siècle.
- 2004: Éric Pichet. Ricardo, le premier théoricien de l'économie, Editorial: Les éditions du siècle.
- 2005: Éric Pichet, avec Marie Grozieux de Laguerenne. Le Family Office, Editorial: Les éditions du siècle.
- 2007: Éric Pichet. Le guide pratique des obligations, 2ème édition, Editorial: SEFI.
- 2008: Éric Pichet. Le guide pratique de la Bourse, 3e édition, Editorial: SEFI.
- 2008: Éric Pichet. Les Hedge Funds : théorie et pratiques, Editorial: Les éditions du siècle.
- 2009: Éric Pichet. Le gouvernement d’entreprise dans les grandes sociétés cotées, Editorial: Les éditions du siècle.
- 2011: Éric Pichet. Le guide pratique des options et du Monep, 7e édition, Editorial: SEFI.
- 2011: Éric Pichet. L'art de l'HDR, Editorial: Les Éditions du Siècle.
- 2015: Éric Pichet. L'ISF 2015, théorie et pratiques, 16e édition, Editorial: Les Éditions du Siècle.
- 2015: Éric Pichet. L'impôt sur le revenu 2015, Théorie et Pratiques, 16e édition, Editorial: Les Éditions du Siècle.

Éric Pichet ha traducido al francés tres de los libros más importantes sobre el mercado bursátil estadounidense:
- Memorias de un operador de bolsa, de Edwin Lefèvre, publicado en Estados Unidos en 1924. La biblia de los traders describe la vida de James Livermore y ofrece consejos que han pasado a formar parte de la jerga financiera, como que «las acciones nunca están demasiado baratas para vender ni demasiado caras para comprar».
- Un Paseo Aleatorio Abajo Wall Street de Burton Malkiel.
- Mais où sont les yachts des clients ? (¿Dónde están los yates de los clientes?), de Fred Schwed, un libro que Éric Pichet suele presentar a sus alumnos como el manual sobre bolsa más divertido y pertinente, a lo que añade: «De todos los libros sobre finanzas, es el más útil y el más divertido, y Schwed solo tiene un defecto: que prefiere la ginebra al Burdeos».